# Подгора-при-Долскем
Подгора-при-Долскем (словен. Podgora pri Dolskem) — поселення в общині Дол-при-Любляні, Осреднєсловенський регіон, Словенія.
Висота над рівнем моря: 267,1 м.